# Necșești
Necșești es una comuna ubicada en el distrito de Teleorman, Rumania.

## Superficie
Posee una superficie de 40,90 kilómetros cuadrados.

## Demografía
Hasta 2021 la población era de 1017 habitantes, con una densidad de población de 24,87 habitantes por kilómetro cuadrado.